# Kasteel de Haar
Kasteel de Haar er et slot der ligger Utrecht, Holland. Det er det største slot i Holland.
De første kilder, der beskriver en bygningen på stedet, er fra 1391. Her modtog De Haar-familien borgen og det omkringliggende land som len fra Hendrik van Woerden. Den var i De Haar-familiens eje indtil 1440, hvor den mandlige arving døde uden at have fået børn: Herefter overgik den til Van Zuylen familien. I 1482 blev borgen brændt ned og murene blev ødelagt med undtagelse af del, der ikke havde en militær funktion. Disse dele blev sandsynligvis inkorporeret i borgen, da den blev genopført i begyndelsen af 1500-tallet.
I 1887 giftede Jean-Jacques' barnebarn, Etienne Gustave Frédéric Baron van Zuylen van Nyevelt van de Haar (1860–1934) sig med Baronesse Hélène de Rothschild, fra Rothschildfamilien. Da Etienne arvede borgruinen fra sin bedstefar i 1890 gik parret i gang med at genopføre borgen, hvilket blev finansieret af Hélènes familie. Til restaureringen af borgen blev den berømte arkitekt Pierre Cuypers hyret, og han arbejdede på projektet i 20 år (fra 1892 til 1912).
Slottet bliver besøgt af omkring 280.000 personer årligt og er dermed blandt landets mest besøgte attraktioner.